# Chiesa dell'unificazione
La Chiesa dell'unificazione o Associazione Spirituale per l'Unificazione del Mondo Cristiano è un nuovo movimento religioso coreano fondato dal Reverendo Sun Myung Moon nel 1954.
La Chiesa dell'unificazione ha conosciuto una certa popolarità verso la seconda metà degli anni settanta, successivamente il 27 maggio del 2001 con la controversa vicenda legata al matrimonio del vescovo cattolico Emmanuel Milingo con Maria Sung, una donna coreana legata alla stessa chiesa, e poi ancora nel 2022 per le vicende intorno all'omicidio dell'ex primo ministro giapponese Shinzō Abe.
La Chiesa dell'unificazione è proprietaria del quotidiano conservatore statunitense The Washington Times che è pubblicato a Washington ed è stato fondato nel 1982 dallo stesso Rev. Sun Myung Moon.
Il movimento è stato trasformato nel 1996 dallo stesso Moon in Federazione delle famiglie per la pace mondiale e l'unificazione, mantenendo tuttavia inalterati i caratteri religiosi che lo contraddistinguono.

## Dottrina
La Chiesa dell'unificazione si presenta come l'ennesimo movimento vagamente cristiano, ecumenico, missionario, di redenzione dell'umanità ("restaurazionista") attraverso la realizzazione della "famiglia ideale" centrata su Dio.
La teologia della Chiesa dell'Unificazione, pur presentando riferimenti biblici privi di studi teologici seri, richiama in modo ampio il confucianesimo coreano e il Ceondoismo (una religione coreana sorta nell'Ottocento, il cui nome significa religione della via celeste).
La base teologica del movimento è contenuta nel testo composto dal Reverendo Moon chiamato Principio divino. È un testo che reinterpreta la Bibbia in maniera radicale, offrendo una visione del tutto nuova e sconosciuta al resto del cristianesimo. Principio divino è quindi considerato un libro sacro, rivelato ai membri della chiesa a più riprese dalla sua nascita fino alla metà degli anni Novanta.
Secondo il Principio Divino, Dio ha creato per amore gli uomini e l'universo ed anche la sua natura ha l'aspetto duale di mascolinità e femminilità presenti in tutta la creazione, e di carattere interiore (Sung Sang) e forma esteriore (Yyung Sang). A sua immagine e somiglianza, l'essere umano (maschio e femmina) è creato "per portare gioia a Dio realizzando le 'tre benedizioni' che Egli diede loro in Genesi 1,28": la perfezione individuale in un rapporto profondo con Dio, la famiglia ideale finalizzata a una società e nazione ideali e ad una armoniosa famiglia mondiale, il dominio sulla creazione inteso non come sfruttamento e distruzione, ma come responsabilità e cura di essa.
Adamo ed Eva, primi esseri umani creati in posizione di genitori dell'umanità, non attesero però che si realizzasse il loro perfezionamento individuale e un perfetto amore di Dio in essi: Eva cadde spiritualmente a motivo di una illecita relazione sessuale con il serafino Lucifero e successivamente Adamo ed Eva caddero fisicamente in una unione sessuale prematura. Fu questo il vero peccato originale. La caduta spezzò il legame tra Dio e l'uomo: Dio perse i propri figli e divenne un Dio di sofferenza, gli esseri umani persero la loro dignità e divennero egoisti.
Se Adamo ed Eva fossero diventati "veri" marito e moglie e "veri" figli di Dio avrebbero costituito insieme a Dio la Trinità originaria (Dio, Adamo, Eva) e reso felice Dio.
Dio tuttavia non rinuncia al suo progetto e invia un Messia, Gesù, quale "vero padre" dell'umanità per salvarla e restaurare il suo regno sulla terra. Gesù Cristo, vero figlio di Dio come Adamo ed Eva, ma non Dio, venne per riscattare l'umanità realizzando ciò in cui Adamo aveva fallito.
Ma il popolo ebraico, non riconoscendolo e crocifiggendolo, gli impedì di realizzare la completa vittoria di Dio sul male. La salvezza portata da Gesù è così solo quella spirituale, ma non quella fisica perché una completa restaurazione può venire solo da una coppia perfetta come dovevano essere Adamo ed Eva, che formi con Dio una Trinità completa, sia fisica che spirituale. La Trinità che fu possibile con Gesù fu infatti solo spirituale, non avendo egli moglie (Dio, Gesù, Spirito Santo che, come Gesù, non è Dio).
Dopo il fallimento del percorso di restaurazione per preparare l'avvento di Gesù Dio dovette ricominciare daccapo: il Principio Divino spiega come nei lunghi periodi storici che vanno dalla caduta all'avvento di Cristo e dalla morte di quest'ultimo all'inizio del XX secolo ci siano delle fasi storiche affini, dovute al fatto che entrambi sono, da un punto di vista celeste, percorsi di preparazione dell'umanità per l'avvento di un Messia.
Il Terzo Adamo o secondo Messia porterà a compimento il piano divino. Dovrà nascere come uomo, raggiungere la sua perfezione individuale, sposarsi e avere figli, creare una "famiglia perfetta" e un'unica armoniosa famiglia mondiale. Sotto la sua guida si unificheranno tutte le religioni e si stabilirà il Regno di Dio sulla terra. Con lui e con sua moglie Dio realizzerà finalmente la Trinità completa. Nella letteratura della Chiesa dell'Unificazione non si dichiara esplicitamente chi sarà "il Signore del secondo avvento", che regnerà sul cielo e sulla terra con la verità di Dio e l'amore di genitore, per sempre. Viene però indicato, dopo una lunga serie di calcoli, che il "messia" dovrebbe essere nato in Corea tra il 1917 e il 1930.
Altri principi portati avanti dalla Teologia di Unificazione sono i seguenti:
- Il celibato è una cosa da evitare in quanto la redenzione fisica si acquisisce solo mediante un matrimonio benedetto, dal quale nascono famiglie benedette che permettono che la restaurazione fisica si compia in tutta la sua pienezza.
- Dio ha progettato l'uomo per farlo vivere in un mondo ideale, rovinato però dal peccato originale. Dio ha provato in diversi periodi storici a far riconciliare l'uomo con la natura, ma questo non ha mai risposto in maniera completa alla proposta divina.
- Grazie a Cristo si è compiuta una "restaurazione" spirituale ma non fisica e così c'è bisogno di un secondo messia, per ripristinare anche l'integrità e la purezza fisica. Così devono nascere famiglie perfette per tracciare la strada.
- Le barriere religiose e razziali devono essere abbattute: solo così il mondo potrà unirsi e il Male essere sconfitto.

## Simbolo
Il simbolo della Chiesa è un cerchio rosso su sfondo giallo che simboleggia il cuore di Dio, fonte del vero amore originale; dal cerchio emanano dodici raggi che simboleggiano dodici porte, i quattro raggi principali, più grandi degli altri, rappresentano le quattro più importanti sfere culturali: cristiana, islamica, induista e quella del buddismo, del confucianesimo e del taoismo. Il cerchio è inscritto in un quadrato che rappresenta la Nuova Gerusalemme. Il simbolo è completato da due frecce semicircolari che circondano il quadrato simboleggiando l'azione di scambio universale tra Dio, l'essere umano e la creazione.

## Organizzazioni legate alla Chiesa dell'unificazione
Sun Myung Moon, fondatore della Chiesa dell'unificazione, credeva in un Regno di Dio letterale sulla terra da realizzare attraverso lo sforzo umano, il che ha motivato la sua creazione di numerosi gruppi, alcuni dei quali non strettamente religiosi nei loro scopi. Moon non era direttamente coinvolto nella gestione delle attività quotidiane delle organizzazioni che ha indirettamente supervisionato, ma tutte attribuiscono l'ispirazione del loro lavoro alla sua leadership e ai suoi insegnamenti.

### Associazione Collegiale per la Ricerca dei Principi (CARP)
L'Associazione Collegiale per la Ricerca dei Principi (대학원리연구회,CARP) è un'organizzazione collegiale fondata da Moon e dai suoi seguaci nel 1955. Secondo il sito web della CARP, il suo obiettivo è promuovere “la cooperazione interculturale, interrazziale e internazionale attraverso la visione del mondo dell'Unificazione”. J. Isamu Yamamoto afferma in Unification Church: “A volte la CARP è stata molto discreta riguardo alla sua associazione con la Chiesa dell'Unificazione, tuttavia il legame tra le due è sempre stato forte, poiché lo scopo di entrambe è diffondere gli insegnamenti di Moon”.

### Federazione per la pace universale (UPF)
La Federazione per la Pace Universale (천주평화연합,UPF) è un'organizzazione internazionale e interreligiosa della società civile, fondata nel 2005, che promuove la libertà religiosa. L'UPF è una ONG 501(c)(3) senza scopo di lucro con status consultivo generale presso il Consiglio economico e sociale delle Nazioni Unite (ECOSOC). "Dialogue and Alliance" è la sua rivista pubblicata a Tarrytown, New York. L'UPF sostiene attivamente i progetti delle Nazioni Unite, in particolare nel campo dell'educazione alla pace, della famiglia e della costruzione della pace. In occasione del 2° Vertice Asia-Pacifico, il Primo Ministro cambogiano Sen ha ricevuto il premio UPF per la leadership e il buon governo. Questo premio viene assegnato dall'UPF quando riconosce l'eccellenza di una persona nella leadership, basata su principi morali e spirituali. Finora, più di 60 persone di 48 Paesi hanno ricevuto questo premio, tra cui l'ex primo ministro britannico Margaret Thatcher.
Durante la crisi di Covid, l'UPF ha organizzato diversi raduni della speranza, incontri virtuali che riuniscono migliaia di leader mondiali, basati su una cultura condivisa di interdipendenza, prosperità reciproca e valori universali.
Il 1º luglio 2019, il Presidente dell'UPF Thomas G. Walsh ha incontrato Papa Francesco in Vaticano, in un'udienza privata. Prima dell'udienza, l'UPF aveva già partecipato attivamente ai programmi organizzati dal Vaticano, come le consultazioni sulla crisi siriana nel 2014 e la celebrazione del 50º anniversario dell'enciclica papale in onore di Nostra aetete. La conversazione ha sottolineato l'importanza della preghiera e della famiglia e il dottor Walsh ha espresso la disponibilità dell'UPF e della Chiesa dell'Unificazione a sostenere e collaborare con i partner della Chiesa cattolica nel campo della famiglia, dell'ecologia e delle relazioni interreligiose.
Al termine dell'incontro si è discusso del prossimo vertice UPF 2020 in Corea del Sud.

### Strada per la Pace (Peace Road)
La Peace Road è un'importante iniziativa internazionale che mira a sottolineare l'importanza di costruire l'Autostrada Internazionale della Pace per collegare le nazioni e i continenti di tutto il mondo. Il progetto di costruire l'Autostrada Internazionale della Pace è stato proposto dal reverendo Sun Myung Moon alla Conferenza internazionale sull'unità delle scienze (ICUS) del 1981. Egli propose anche la costruzione di un'autostrada tra gli storici nemici Corea del Sud e Giappone e di un “tunnel della pace” attraverso lo Stretto di Bering, con l'obiettivo di collegare le persone e colmare i divari nel mondo. La Peace Road si svolge in 120 Paesi del mondo ed è sponsorizzata dalla Federazione Universale per la Pace.

### I Piccoli Angeli (Little Angels)
Il Little Angels Children's Folk Ballet of Korea è un gruppo di danza fondato nel 1962 da Moon e altri membri della Chiesa dell'Unificazione per proiettare un'immagine positiva della Corea del Sud nel mondo. Nel 1973 si è esibito presso la sede delle Nazioni Unite a New York. Le danze del gruppo si basano su leggende coreane e danze regionali e i loro costumi sono ispirati agli stili tradizionali coreani.

### Associazione Internazionale dei Parlamentari per la Pace (IAPP)
L'Associazione Internazionale dei Parlamentari per la Pace (IAPP) lavora per promuovere la pace e la comprensione tra nazioni potenzialmente ostili. Più di cento parlamentari provenienti da circa 40 Paesi del mondo hanno annunciato una risoluzione sulla creazione dell'Associazione Internazionale dei Parlamentari per la Pace (IAPP) all'Assemblea Nazionale della Corea del Sud nel febbraio 2016 durante una conferenza internazionale. Dalla sua fondazione, l'IAPP si è diffusa in tutti i continenti del mondo. In Uganda, l'IAPP è stata istituita nel 2017 nel Parlamento nazionale con la partecipazione di diversi legislatori. Il presidente dell'Assemblea nazionale del Ghana, Bagbin, ha sostenuto la creazione dell'Associazione Internazionale dei Parlamentari per la Pace (IAPP) nel maggio 2021. L'istituzione dell'IAPP in Liberia nel 2018 è stata sostenuta dal dottor Roland della Commissione parlamentare per la pace, la religione e la riconciliazione nazionale.

### Rally della Speranza (Rally of Hope)
Il Rally of Hope è stato lanciato nel 2020 con l'obiettivo di mettere in contatto le persone di tutto il mondo in diretta online. Al Rally of Hope, gli esperti discutono di importanti questioni mondiali come il cambiamento climatico, la crisi COVID-19, la geopolitica e molto altro. Milioni di persone in tutto il mondo hanno partecipato al Rally of Hope e tra i relatori figurano l'ex Segretario Generale delle Nazioni Unite Ki-Moon, l'ex Vicepresidente degli Stati Uniti Pence, l'ex Segretario di Stato americano Pompeo e altri politici. Il Rally of Hope è sponsorizzato dall'UPF.

### Think Tank 2022
Think Tank 2022, lanciato nel maggio 2021, è una rete globale che riunisce migliaia di esperti con l'obiettivo di cercare soluzioni per raggiungere la pace nella penisola coreana. L'iniziativa è stata sostenuta da molti leader mondiali, come l'ex Segretario Generale delle Nazioni Unite Ki-Moon, l'ex Vicepresidente degli Stati Uniti Pence, l'ex Segretario di Stato americano Pompeo, il Primo Ministro cambogiano Hun Sen, l'ex Presidente della Camera dei Rappresentanti degli Stati Uniti Gingrich e altri. Il Think Tank 2022 opera attraverso gruppi di esperti e in collaborazione con le associazioni internazionali dell'UPF.

### Summit Mondiale (World Summit)
Il Summit Mondiale è un progetto dell'UPF che mira a riunire i capi di Stato, che con la loro vasta esperienza e saggezza possono contribuire a costruire un mondo di comprensione reciproca, pace sostenibile e prosperità per tutti. L'ex presidente nigeriano Goodluck Jonathan ha tenuto il discorso di apertura del Summit Mondiale della Pace 2019 a São Tomé e Príncipe. Alla conferenza hanno partecipato diversi leader africani attuali ed emeriti, come il presidente e il primo ministro di São Tomé, l'ex presidente del Niger e l'ex presidente della Guinea-Bissau. Pace, sicurezza e sviluppo umano sono stati discussi al Summit Mondiale 2020 in Corea del Sud. Al vertice hanno partecipato il primo ministro cambogiano Hun Sen, l'ex segretario generale delle Nazioni Unite Ban Ki Moon, l'ex presidente nigeriano Goodluck Jonathan, l'ex presidente della Camera degli Stati Uniti Newt Gingrich e molti altri leader mondiali. Nel febbraio 2022, nell'ambito del Summit Mondiale della Pace 2022 in Corea del Sud, si è tenuto un forum globale per discutere dell'instaurazione della pace nella penisola coreana. L'UPF e il governo reale della Cambogia hanno convocato il Summit Mondiale per la Pace nella Penisola Coreana del 2022 in Corea del Sud. L'ex Presidente degli Stati Uniti Trump, il Presidente del Senegal Sall, l'ex Segretario di Stato americano Pompeo, l'ex Presidente della Camera dei Rappresentanti degli Stati Uniti Gingrich, l'ex Presidente della Commissione europea Barroso e numerosi altri leader mondiali hanno partecipato al summit, di persona o in videoconferenza. L'UPF ha organizzato un Summit Mondiale per la Pace nell'agosto del 2022 in Corea del Sud. Al vertice hanno partecipato diversi leader mondiali, come l'ex primo ministro canadese Harper, l'ex presidente degli Stati Uniti Gingrich, l'ex segretario di Stato americano Pompeo e altri. I partecipanti al vertice hanno dato il loro sostegno alla costruzione della pace nel mondo, in particolare nella penisola coreana. Al vertice si è discusso anche di libertà religiosa e si è dato sostegno all'istruzione dei giovani in Africa.

### Consiglio Internazionale per la Pace (ISCP)
L'International Summit Council for Peace (ISCP) è stato lanciato nel 2019 in Corea del Sud con l'obiettivo di riunire ex e attuali capi di governo e di Stato. Alla riunione inaugurale hanno partecipato l'ex vicepresidente degli Stati Uniti Cheney, l'ex presidente della Camera dei Rappresentanti degli Stati Uniti Gingrich, l'ex presidente dell'Albania Moisiu, l'ex presidente del Paraguay Gómez e altri presidenti attuali ed emeriti. L'ISCP continua a lavorare sulle basi del Vertice Mondiale della Pace, istituito nel 1987. Goodluck Jonathan, ex presidente della Nigeria, è diventato presidente dell'International Summit Council for Peace in Africa (ISCP-Africa), un'organizzazione composta da ex presidenti africani. Alla cerimonia di apertura del Vertice Asia-Pacifico 2019, il Primo Ministro cambogiano Hun Sen ha firmato la Risoluzione sul lancio deIl'International Summit Council for Peace (ISCP). Il Primo Ministro cambogiano Hun Sen ha tenuto il discorso di apertura deIl'International Summit Council for Peace (ISCP) nel 2022. Hun Sen ha proposto che le due Coree inizino a cooperare attraverso l'UNESCO, collaborino culturalmente e trasformino la zona demilitarizzata in una zona di pace. L'International Summit Council for Peace (ISCP) Africa ha discusso la questione del COVID-19 in Africa e si è impegnato a sostenere gli sforzi dei Paesi africani per contenere la diffusione della pandemia di COVID-19. Ha invitato la comunità internazionale ad aiutare le popolazioni africane a combattere il COVID-19 con forniture mediche. L'ISCP Africa sostiene il buon governo nel continente africano e l'organizzazione riunisce ex presidenti africani. In occasione del Summit Mondiale per la Pace di São Tomé del 2019, Goodluck Jonathan ha dichiarato che gli obiettivi dell'International Summit Council for Peace (ISCP) coincidono con i suoi obiettivi e ideali personali di rafforzare la democrazia, la pace e la stabilità sostenendo i giovani africani. L'ex presidente della Nigeria, Goodluck Jonathan, ha guidato la sessione dell'International Summit Council for Peace (ISCP) al Summit Mondiale 2020 in Corea del Sud, dove attuali ed emeriti capi di governo hanno discusso i problemi attuali del mondo.

### Associazione interreligiosa per la Pace e lo Sviluppo (IAPD)
L'Interreligious Association for Peace and Development (IAPD) è un'associazione interreligiosa che rappresenta diverse tradizioni religiose di tutto il mondo. È stata lanciata nel novembre 2017 in Corea del Sud. L'IAPD sostiene gli sforzi delle Nazioni Unite per raggiungere lo sviluppo sostenibile, sottolinea l'importanza della libertà religiosa nella società e promuove la cooperazione interreligiosa, secondo le informazioni pubblicate pubblicamente sul sito ufficiale dell'organizzazione. L'eminente leader indù Sadguru Bhau Maharaj ji ha sostenuto la conferenza di fondazione dell'IAPD in India. Il 14 agosto 2021, l'UPF ha avviato la costituzione dell'IAPD in Ghana, con l'obiettivo di promuovere la pace nel mondo attraverso il dialogo e la cooperazione interreligiosa. Finora sono state avviate sedi nazionali dell'IAPD in Benin, Repubblica Democratica del Congo, Costa d'Avorio, Kenya, Mali, Nigeria e Zambia. L'inaugurazione dell'IAPD per l'Europa e il Medio Oriente si è tenuta nell'aprile 2018 a Vienna, in Austria. L'ambasciatore della Repubblica di Corea in Austria è intervenuto all'inaugurazione, così come il dottor Unger, uno dei fondatori dell'Accademia Europea delle Scienze e delle Arti. Sono intervenuti anche l'arcivescovo apostolico dello Zimbabwe, il presidente del Congresso Mondiale delle Religioni del Regno Unito e altri leader religiosi. Nel 2021, l'IAPD è stata istituita anche in Malesia. Al summit dell'UPF in Corea nell'agosto del 2022, è stata adottata una risoluzione per lanciare il Consiglio consultivo dell'IAPD in collaborazione con l'Unione Africana. Durante la celebrazione della Settimana Mondiale dell'Armonia Interreligiosa in Georgia, nel febbraio del 2022, è stata istituita una sezione locale dell'IAPD. L'Unione Africana e l'IAPD hanno firmato un memorandum d'intesa nell'aprile 2024 presso la sede dell'Unione Africana in Etiopia.

## Controversie
La chiesa, nonostante professi la pace, in passato è stata criticata pubblicamente per il possesso, da parte di uno dei suoi alti membri, di una fabbrica di armi da fuoco.
Il proprietario della fabbrica di armi è Justin Moon, che si è distaccato dalla Chiesa dell'unificazione e ha fondato la Sanctuary Church insieme al fratello Sean Moon. La Sanctuary Church è nota per l'uso di armi e altri simboli di guerra nelle sue funzioni religiose.